# Acido chinico
L'acido chinico è un acido estratto come solido cristallino dalla cinchona e dai chicchi del caffè.
Il composto è ottenuto dalla corteccia di china, dai chicchi di caffè, dalla Urtica dioica e dalla corteccia di Eucalyptus globulus.
È prodotto sinteticamente dall'idrolisi dell'acido clorogenico. L'acido chinico è coinvolto nel sapore acido del caffè.

## Storia e biosintesi
Questa sostanza fu isolata per la prima volta nel 1806 dal farmacista francese Louis Nicolas Vauquelin  e la sua trasformazione in acido ippurico mediante metabolismo animale fu studiata dal chimico tedesco Eduard Lautemann nel 1863.
La sua biosintesi inizia con la trasformazione del glucosio in eritrosio 4-fosfato. Questo substrato a quattro atomi di carbonio viene condensato con fosfoenolo piruvato per dare il 3-deossi-D-arabinoeptulosonico 7-fosfato (DAHP) a sette atomi di carbonio mediante l'azione di una sintasi. Seguono due fasi che coinvolgono l'acido deidrochinico sintasi e una deidrogenasi.
I lattoni biciclici derivati sono chiamati chinidi. Un esempio è il 4-caffeoil-1,5-chinuro.
La deidrogenazione e l'ossidazione dell'acido chinico forniscono acido gallico.

## Applicazioni e attività medicinale
L'acido chinico è usato come astringente. È inoltre un materiale di partenza chirale molto versatile per la sintesi di prodotti farmaceutici.  È un elemento fondamentale nella preparazione del trattamento dei ceppi di influenza A e B chiamati Tamiflu.